# Czajki (województwo wielkopolskie)
Czajki – wieś w Polsce położona w województwie wielkopolskim, w powiecie gnieźnieńskim, w gminie Witkowo.
W latach 1975–1998 miejscowość administracyjnie należała do województwa konińskiego.